# Marshal Yanda
Marshal John Yanda (Cedar Rapids, Iowa, Estados Unidos de América, 15 de septiembre de 1984) es un exjugador de fútbol americano estadounidense que jugó en la posición de guard toda su carrera en las filas de los Baltimore Ravens de la National Football League (NFL).

## Primeros años
Yanda asistió a la High School Anamosa en Iowa y fue un jugador de fútbol americano, baloncesto y atletismo. En el fútbol americano, fue dos veces seleccionado para el primer equipo en todas las conferencias.

## Carrera universitaria
Yanda jugó para el equipo de fútbol americano de los Iowa Hawkeyes mientras asistía a la Universidad de Iowa, donde estudió economía. Fue seleccionado como el All-American del tercer equipo por The NFL Draft Report en 2006 y obtuvo los honores All-Big Ten del segundo equipo de los entrenadores de la liga en reconocimiento de sus contribuciones en el campo. Las dos primeras temporadas de fútbol universitario de Yanda se jugaron para el North Iowa Area Community College.

## Carrera profesional
Los Baltimore Ravens seleccionaron a Yanda en la tercera ronda (86.º general) del Draft de la NFL de 2007. Yanda fue el séptimo tackle ofensivo reclutado en 2007.
El 11 de julio de 2007, los Baltimore Ravens firmaron a Yanda con un contrato de tres años por $1.61 millones que incluye $ 502,698 garantizados.
Durante su año de novato en 2007, Yanda jugó los 16 juegos siendo en 12 de ellos titular. En 2008, Yanda se limitó a cinco partidos. En 2009, Yanda jugó los 16 juegos siendo titular en nueve ocasiones. En 2010, Yanda comenzó los 16 juegos por primera vez en su carrera. El 26 de julio de 2011, los Ravens volvieron a firmar a Yanda a un contrato de cinco años y $ 32 millones. En 2011, Yanda comenzó nuevamente los 16 juegos y fue elegido para representar a la AFC en el Pro Bowl de 2011. En 2012, Yanda comenzó 14 juegos y ganó su primer anillo de super bowl cuando los Ravens ganaron el Super Bowl XLVII contra los San Francisco 49ers. En las temporadas 2013 y 2014, Yanda jugó los 16 juegos cada temporada.
El 16 de octubre de 2015, los Ravens firmaron a Yanda a una extensión de contrato de cuatro años por valor de $32 millones.
Yanda fue nombrado consecutivamente como el guardia mejor clasificado por Pro Football Focus en 2014, 2015 y 2016. Sus compañeros jugadores lo clasificaron en el puesto 37 entre los 100 mejores jugadores de la NFL de 2016.
Yanda fue nombrado a su sexto Pro Bowl consecutivo en reconocimiento a sus logros en la temporada 2016. También fue clasificado en el puesto 43 por sus pares en los mejores 100 jugadores de la NFL de 2017.
Yanda se rompió el tobillo durante un juego el 17 de septiembre de 2017, que terminó prematuramente su temporada.
El 18 de diciembre de 2018, Yanda fue nombrado a su séptimo Pro Bowl después de perderse el año pasado, debido a su lesión. También fue nombrado al segundo equipo All-Pro por cuarta vez en su carrera después de comenzar los 16 juegos.
El 11 de abril de 2019, Yanda firmó una extensión de contrato de un año con los Ravens hasta la temporada 2020.
El 10 de marzo de 2020, Yanda anunció su retiro de la NFL después de 13 temporadas.
El 6 de abril de 2020, Yanda fue anunciado como uno de los cuatro guardias del equipo All-Decade de la década de 2010-2019, junto a Jahri Evans, Logan Mankins y Zack Martin.

## Vida personal
Yanda se casó con Shannon Hunt Yanda en 2011. La pareja tiene tres hijos: Graham, Libby y Logan. Pasan la temporada baja de la NFL en Marion, Iowa.